# Luis Ramírez Zapata
Luis Baltazar Ramírez Zapata (San Salvador, 6 gennaio 1954) è un allenatore di calcio ed ex calciatore salvadoregno, attaccante attivo tra gli anni settanta e ottanta.

## Carriera
Ha militato nel C.D. Águila e nel Marte Quezaltepeque, mentre con la sua Nazionale ha disputato la fase finale dei Mondiali 1982 segnando il primo - e finora unico - gol salvadoregno nella storia della Coppa del Mondo nella partita inaugurale contro l'Ungheria, persa con un sonoro 10-1.